# Cinelli-Down Under/2009
Samenstelling van de Cinelli - Down Under-wielerploeg in 2009:

## Algemeen
Sponsor en fietsen: Cinelli
Ploegleiders: Nico Mattan, Eddy De Weerdt, Gilbert De Weerdt
Materiaal en banden: Vittoria

## Renners
| Naam                       | Geboortedatum | Nationaliteit       | Ploeg 2008           |
| -------------------------- | ------------- | ------------------- | -------------------- |
| Jérôme Baugnies            | 01-04-1987    | België              |                      |
| Christopher James D'Amelio | 30-12-1983    | Australië           |                      |
| Sven De Weerdt             | 29-03-1978    | België              | Cyclingnews - Jako   |
| Michael Fitzgerald         | 31-10-1988    | Australië           |                      |
| Daniel Furmston            | 02-02-1984    | Australië           |                      |
| Matt Green                 | 02-10-1988    | Verenigd Koninkrijk |                      |
| Logan Hutchings            | 28-01-1984    | Australië           |                      |
| Mark Jamieson              | 04-05-1984    | Australië           |                      |
| Nicholas Mitchell          | 20-07-1985    | Australië           |                      |
| Tommy Nankervis            | 21-02-1983    | Australië           |                      |
| Bert Roesems               | 14-10-1972    | België              | Silence - Lotto      |
| Peter Ronsse               | 09-02-1980    | België              | Cyclingnews - Jako   |
| Tom Snape                  | 13-07-1989    | Verenigd Koninkrijk |                      |
| Frank Vandenbroucke        | 06-11-1974    | België              | Mitsubishi - Jartazi |
| Nicholas Walker            | 13-09-1988    | Australië           |                      |
| Wade Wolfenbarger          | 08-09-1987    | Verenigde Staten    |                      |

2006 · 2007 · 2008 · 2009